# Consell local (Israel)
El consell local és un tipus d'administració territorial d'Israel, semblant a una ciutat en estructura i mode de vida, però que no ha aconseguit la condició administrativa de ciutat. Aquest estatus requereix complir determinats requisits, com per exemple un mínim de població. En general, els consells locals administren poblacions entre 2.000 i 20.000 habitants. Actualment existeixen a Israel 141 consells locals.
El Ministeri de l'Interior d'Israel reconeix tres tipus d'administració local: ciutat, consell local i consell regional. És l'organisme que posseeix la potestat per decidir quan una localitat ha aconseguit l'estatus de municipi (o ciutat). El ministre atendrà les al·legacions dels residents que, malgrat aconseguir els requisits administratius, poden desitjar mantenir-se com a consell local, o bé com a part d'un consell regional.

## Llista de consells locals per districte

### Districte del Nord
| - Gush Halav - Hazor ha'Gllilit - Metula - Rosh Pina - Tuba-Zangariya - Yesud ha'Ma'ala - Eilabun - Kfar Kama - Kfar Tabor - Kinneret - Maghar - Menahamiya - Migdal - Jabneel | - Basmat-Tiv'on - Bueina Nujidat - Beit Zarzir - Dabburiya - Ein Mahl - Ilut - Iqsal - Ka'abiya - Kfar Kana - Mash'ed - Rei'na - Ramat Yishai - Shibli - Tur'an | - Yafia'a - Yoqne'am Illit - Abu Snan - A'eblin - Araba - Bet Jan - Bina - Bir el-Maksur - Cabul - Dir el-Asad - Dir Hanna - Fasuta - Gdeida-Makker - Hatzrot Yasaf | - Hurafesh - Julis - Kaukab Abu el-Hija - Kisra-Sammia'a - Kfar Manda - Kfar Vradim - Kfar Yasif - Majd el-Kurum - Mazra'a - Meilya - Migdal Tefen - Nahif - Pqi'in - Rame | - Sajur - Sha'ab - Shavey-Zion - Xelomí - Yanu'ah-Jatt - Yarqa - A'aghar - Buk'ata - Ein Kinya - Majdal Shams - Mas'ade - Qatsrin |

### Districte de Haifa
| - Qiryat Tivon - Rekhassim - Arara - Basma - Binyamina-Guivat Ada - Cesarea - Fureidis | - Jisr az-Zarqa - Kfar Kara'a - Ma'ale Eiron - Pardes Hanna-Karkur - Qatsir-Harix - Zichron Yaakov |

### Districte de Jerusalem
- Abu Gosh
- Mevasséret Tsiyyon
- Quiriat-Jearim

### Districte Central
| - Elyakhin - Even Yehudà - Qalansuvà - Kefar Yonà - Pardesiyyà - Tayyiba - Tel Mond | - Zemer - Tsoran-Qadima - Elad - Gané Tiqvà - Givat Xemuel - Jaljulye - Kafar Bara | - Kafar Qassem - Kokhav Yaïr - Ramot ha-Xavim - Savyon - Beer Yaaqov - Bet Dagan - Modiín-Makkabbim | - Bené Ayix - Gan Yavne - Guederà - Mazkeret Batya - Qiryat Eqron |

### Districte de Tel-Aviv
- Azor
- Kefar Xemaryahu

### Districte del Sud
| - Alts d'Hobab - Aroer del Nègueb - Hura - Jeroham - Kseifa - Laqiya | - Lehavim - Metar - Mitspé Ramon - Ómer - Seguev Xalom - Tel Xeva |

### Àrea de Judea i Samaria
| - Alfé Menaixé - Beit Aryeh - Bet El - Efrat - Elkana - Guiv'at Ze'ev - Har Adar | - Immanuel - Karnei Shomron - Kedumim - Quiriat-Arbà - Ma'ale Efraim - Oranit |